# Тараваль, Юг
Жан Юг Тараваль (фр. Jean-Hugues Taraval; 27 февраля 1729, Париж — 19 октября 1785, там же) — французский художник. 

## Биография
Тараваль родился в Париже, в семье французского художника-декоратора Гийома Тараваля. В 1732 году Гийом Тараваль перевёз семью в Стокгольм, где получил большой заказ, связанный с украшением нового Королевского дворца. В Швеции Гийом Тараваль оставался до конца жизни. 
Юг Тараваль первоначально учился живописи под руководством отца, а после его смерти, последовавшей в 1750 году, вернулся в Париж, где учился у Жана-Батиста Мари Пьера и Шарля Андре ван Лоо.
В 1756 году Юг Тараваль получил Римскую премию за картину «Иов, оставленный женой», которая сейчас находится в Музее изящных искусств Марселя. По условиям премии, уехал в Италию за казённый счёт, где продолжил своё совершенствование в живописи под руководством Шарля-Жозефа Натуара.
Вернувшись в Париж, Тараваль составил себе репутацию талантливого художника-декоратора. Он работал над украшением интерьеров Лувра, дворца Фонтенбло (1781), дворца Марли (1781), дворца Бельвю, принадлежавшего маркизе Помпадур (1767), Военной школы в Париже (1773) и Королевского колледжа (Коллеж де Франс; 1777).
В 1769 году он стал полноправным членом Королевской академии живописи и скульптуры (сделан академиком за работу «Триумф Вакха», доныне украшающую галерею Аполлона в Лувре). Среди его учеников был Луи Гофье.
Юг Тараваль скончался в 1785 году в Париже.

## Галерея
- Молодая девушка с букетом цветов, частное собрание.
- Пир Тантала (воскрешение Пелопа).
- Персей с головой Медузы Горгоны.
- Молодая девушка на кровати, 1771, Частное собрание
- Венера и Адонис, Национальный музей Швеции, Стокгольм.
- Триумф Амфитриты, 1780, Художественный музей Мида, Амхерст, Массачусетс, США.
- Кухарка, 1783, частное собрание.
- Триумф Вакха и Ариадны, 1769, Галерея Аполлона, Лувр, Париж.